# Asma al-Assad
Asma Fawaz al-Assad, em árabe: أسماء الأسد (Londres, 11 de agosto de 1975) é a esposa do antigo presidente sírio Bashar al-Assad e foi primeira-dama da Síria de 2000 a 2024. Nascida em Londres, em uma família que havia imigrado para o Reino Unido a partir de Homs, na Síria. Casou-se com o presidente Bashar em dezembro de 2000, tendo desenvolvido a sua carreira em bancos de investimento.
Nascida Asma Fawaz al-Akhras (em árabe: أسماء فواز الأخرس), Asma é filha do cardiologista Fawaz Akhras e da diplomata aposentada Sahar Otri al-Akhras. Asma cresceu em Acton, onde frequentou uma escola da Igreja Anglicana. Terminou seus estudos no Queen's College, em Londres. Seu ensino superior foi concluído no King's College de Londres e graduou-se em 1996 com uma licenciatura em Ciência da Computação e um diploma em literatura francesa. Depois da faculdade, Asma começou a trabalhar para a Deutsche Bank na divisão de gestão de fundos com clientes na Europa e no Extremo Oriente. Em 1998, juntou-se a divisão do banco de investimentos da J. P. Morgan, especializada em fusões e aquisições de empresas farmacêuticas e de biotecnologia. Durante seu tempo na J.P. Morgan,  trabalhou principalmente no escritório de Nova Iorque, onde realizou quatro grandes fusões para clientes americanos e europeus.
Asma regressou para a Síria em novembro de 2000 e se casou com o presidente em dezembro. Eles se conheceram na faculdade, em Londres. O casal têm três filhos: Hafez, Karim e Zein. Em 2008 ela ganhou a Medalha da Presidência da República Italiana pelo seu trabalho humanitário e um doutorado honorário em arqueologia na Universidade de Roma "La Sapienza".
No início da sangrenta Guerra Civil Síria, em que as forças da oposição lutavam para tentar derrubar a família Assad do poder, sua popularidade caiu vertiginosamente, com denúncias de que, alheia ao que acontecia no país, ela mantinha seu estilo de vida "extravagante", com enormes despesas pessoais. Suas aparições públicas durante o conflito seguiam raras, o que levou a imprensa a especular se ela havia deixado a Síria, o que era negado pelo governo. Então, em março de 2013, ela fez uma aparição pública (a primeira em quase um ano) na Casa de Ópera de Damasco em um evento chamado "Encontro de Mães". Ela fez outra aparição em outubro de 2013, em um encontro com cidadãos que perderam familiares na guerra. No evento, ela negou que tivesse intenções de deixar a Síria.
Em 2018, a mulher do presidente sírio descobriu um câncer de mama em estágio inicial e começou um tratamento “preliminar” – anunciou a Presidência síria nas redes sociais, em agosto daquele ano. Em agosto de 2019, Asma afirmou que havia "superado completamente" o câncer de mama que diagnosticou no ano anterior.
Em dezembro de 2024, ela fugiu da Síria para a Rússia junto com seus três filhos, após as ofensivas da oposição síria em 2024 e a expulsão de seu marido do cargo de presidente. O marido dela se juntou a ela em Moscou no exílio após sua derrocada.